# Unas
Unas /ˈjuːnəs/ hoặc Wenis, hay còn được phát âm là Unis (cách viết theo tiếng Hy Lạp của Oenas /ˈiːnəs/ hoặc Onnos), là một pharaon Ai Cập cổ đại, ông là vị vua thứ chín và cũng là vị vua cuối cùng của vương triều thứ năm thuộc thời kỳ Cổ vương quốc. Unas đã trị vì trong khoảng từ 15 đến 30 năm vào giai đoạn giữa thế kỷ thứ 24 trước công nguyên, ông kế vị Djedkare Isesi, người có thể là cha của ông. Có ít thông tin được biết về các hoạt động diễn ra dưới triều đại của Unas, giai đoạn này là một thời kỳ suy thoái về kinh tế. Ai Cập vẫn duy trì quan hệ thương mại với khu vực bờ biển Cận Đông và Nubia, và các hoạt động quân sự có thể đã được tiến hành ở miền nam Canaan. Sự phát triển và phân quyền của chính quyền kết hợp cùng với sự suy giảm quyền lực của nhà vua tiếp tục diễn ra dưới triều đại của Unas, mà sau cùng đã góp phần vào sự sụp đổ của thời kỳ Cổ vương quốc vào khoảng 200 năm sau đó.

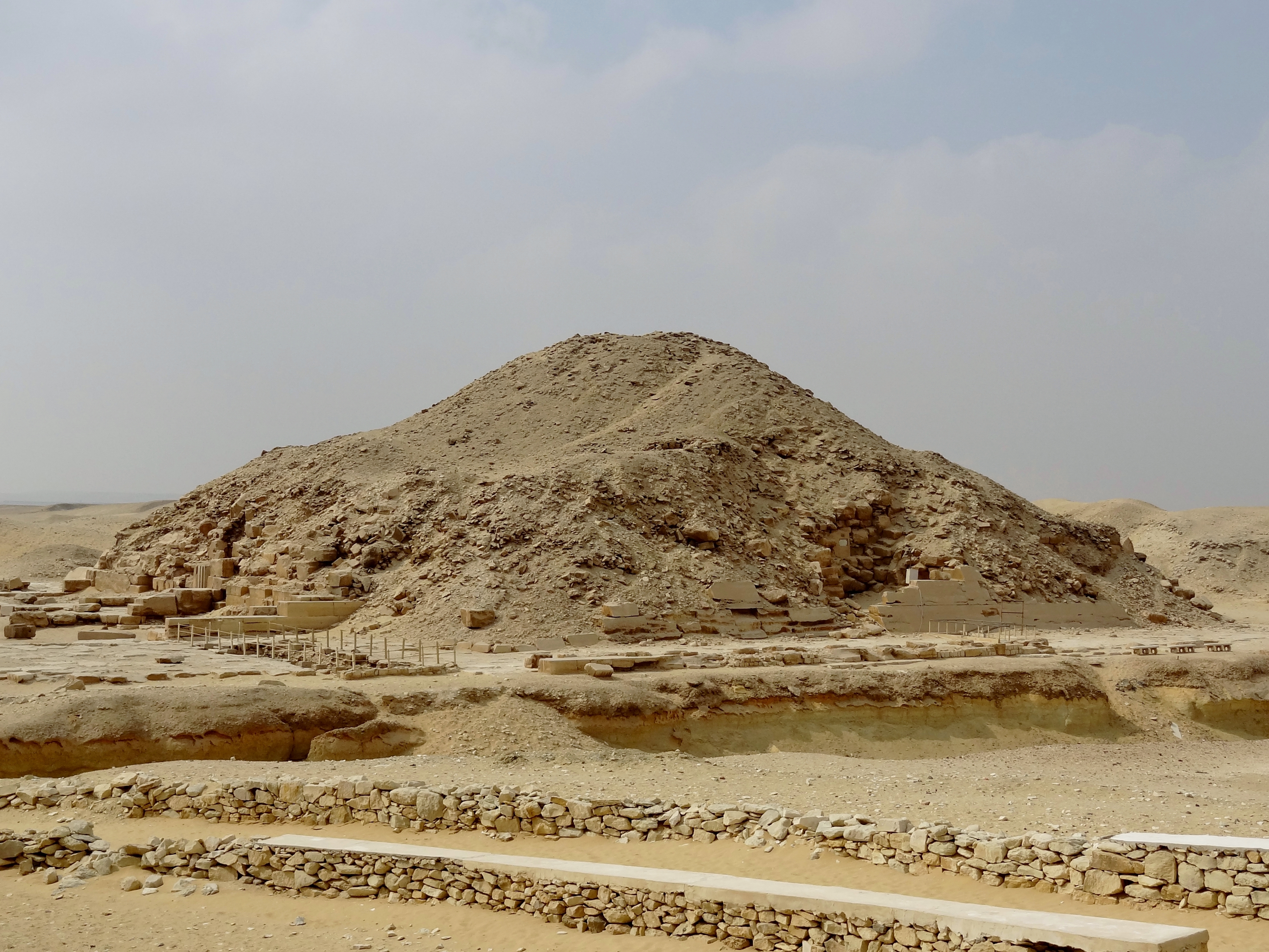
Kim tự tháp của Unas tại Saqqara

Unas đã xây dựng một kim tự tháp ở Saqqara, đây là kim tự tháp hoàng gia nhỏ nhất được hoàn thành dưới thời Cổ Vương quốc. Khu phức hợp tang lễ đi kèm và ngôi đền thung lũng được nối với nhau bằng một con đường đắp có chiều dài 750 m, nó được trang trí một cách lộng lẫy với những bức phù điêu sơn màu, có chất lượng và sự đa dạng vượt trội so với những mô tả hoàng gia thông thường. Hơn thế nữa, Unas còn là vị pharaon đầu tiên có các văn khắc Kim tự tháp được khắc và vẽ trên các bức tường trong những căn phòng thuộc kim tự tháp của ông, đây là một sự thay đổi quan trọng được các vị vua kế tục ông tuân theo cho đến tận thời kỳ Chuyển tiếp đầu tiên (khoảng năm 2150-2050 trước Công nguyên).
Unas đã có một vài người con gái và có thể có một hoặc hai con trai mà được cho là đã qua đời trước ông. Manetho, một vị tư tế dưới thời vương triều Ptolemaios và là tác giả của tác phẩm lịch sử đầu tiên của Ai Cập, đã tuyên bố rằng với cùng với cái chết của Unas, vương triều thứ Năm đã chấm dứt. Unas được kế vị bởi Teti, vị pharaon đầu tiên của vương triều thứ Sáu, có thể là sau một cuộc khủng hoảng ngắn.
Giáo phái tang lễ của Unas được thiết lập sau khi ông qua đời vẫn tiếp tục tồn tại cho đến tận cuối thời kỳ Cổ vương quốc và có thể đã tồn tại trong suốt Thời kỳ chuyển tiếp đầu tiên. Giáo phái này vẫn còn tồn tại hoặc đã được phục hồi trong thời kỳ Trung vương quốc sau này (khoảng năm 2050 - năm 1650 TCN). Song song với giáo phái chính thức này, Unas có thể đã được tôn kính rộng rãi như là một vị thần địa phương của khu nghĩa địa Saqqara cho đến tận thời kỳ Hậu Nguyên (664-332 TCN), gần 2.000 năm sau khi ông qua đời.

## Chứng thực

### Các nguồn lịch sử
Unas được chứng thực nhiều trong các ghi chép lịch sử cũng như ba bản danh sách vua Ai Cập cổ đại có niên đại vào thời kỳ Tân vương quốc đã đề cập đến ông.Unas nằm ở mục thứ 33 của bản Danh sách vua Abydos, được viết dưới thời Seti I (1290-1279 TCN). Tên của Unas cũng xuất hiện trên bản khắc Saqqara (mục 32) và trên cuộn giấy cói Turin (cột thứ ba, hàng thứ 25), cả hai bản danh sách này đều được viết dưới thời Ramses II (1279-1213 TCN). Cuộn giấy cói Turin hơn nữa còn ghi lại rằng Unas đã trị vì trong 30 năm. Những nguồn này đều xếp Unas là vị vua thứ chín và còn là vị vua cuối cùng của vương triều thứ năm, ông đã kế vị Djedkare Isesi và được kế vị bởi Teti. Biên niên đại tương đối này còn được chứng thực thông qua bằng chứng khảo cổ học, ví dụ như trong các ngôi mộ của những vị quan lại đã phục sự dưới triều đại của các vị vua này.
Ngoài các nguồn này, Unas có thể cũng đã được đề cập đến trong tác phẩm Aegyptiaca, một tác phẩm lịch sử của Ai Cập được vị tư tế người Ai Cập là Manetho viết vào thế kỷ thứ 3 trước Công nguyên dưới triều đại vua Ptolemaios II (283-246 TCN). Ngày nay không còn bất cứ bản ghi chép nào của tác phẩm Aegyptiaca còn tồn tại và chúng ta chỉ biết đến nó thông qua những tác phẩm sau này của Sextus Julius Africanus và Eusebius. Africanus thuật lại rằng Aegyptiaca đã đề cập đến một vị pharaon "Onnos" cai trị trong 33 năm vào thời điểm cuối của vương triều thứ Năm. Onnos được cho là cách viết theo tiếng Hy Lạp của Unas, và con số 33 năm của Africanus phù hợp với triều đại kéo dài 30 năm của Unas được ghi lại trên cuộn giấy cói Turin

### Nguồn đương thời

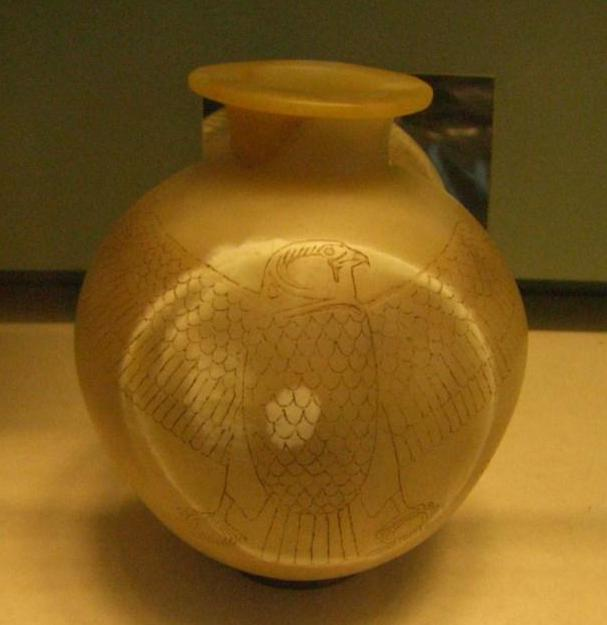
Chiếc bình hình cầu bằng đá thạch cao tuyết hoa của Unas, Bảo tàng Louvre

### Niên đại

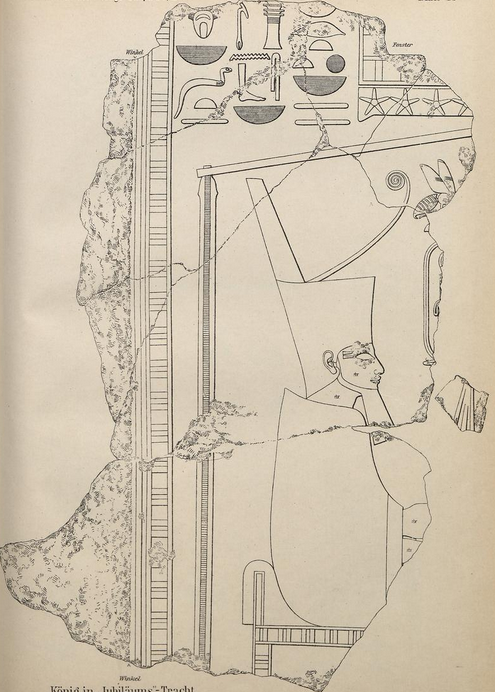
Phù điêu miêu tả Sahure mặc chiếc áo choàng của lễ hội Sed tương tự phù điêu miêu tả lễ hội Sed của Unas đến từ phức hợp tang lễ của ông

#### Thương mại và chiến tranh

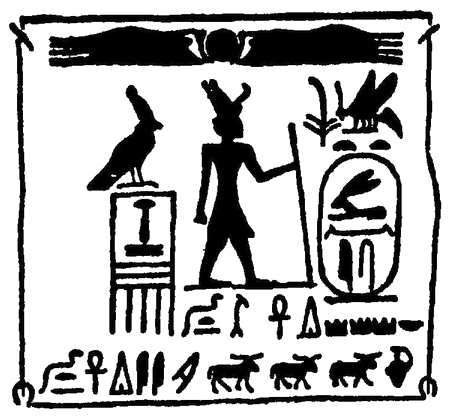
Bức vẽ bản khắc đá của Unas ở Elephantine

#### Đối nội

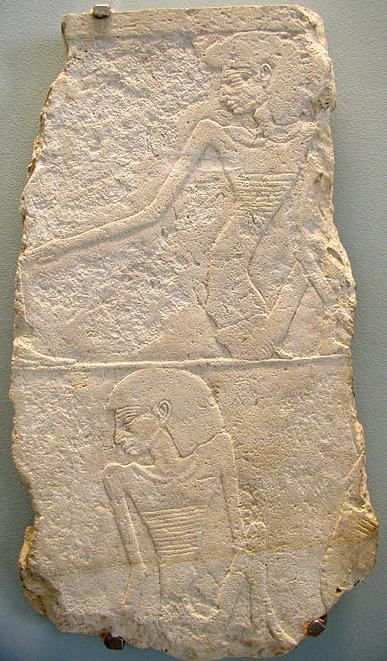
Phù điêu miêu tả những người du mục đói khát từ con đường đắp thuộc khu phức hợp kim tự tháp của Unas tại Saqqara

### Phức hợp tang lễ

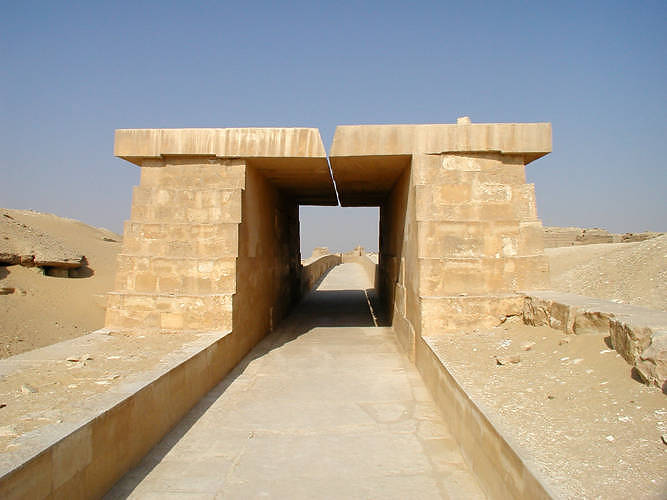
Đoạn đường được khôi phục của con đường đắp của Unas

### Văn khắc Kim tự tháp

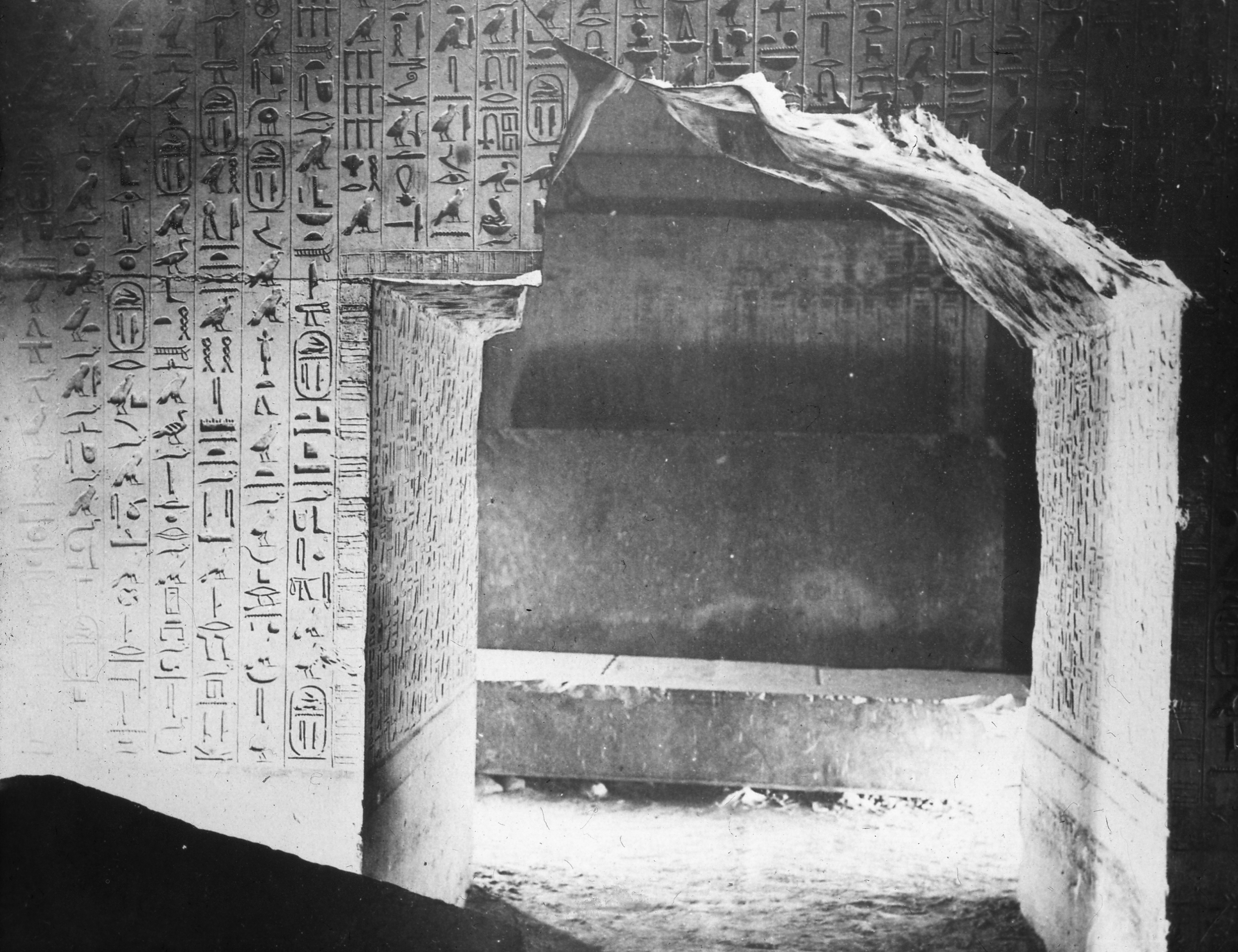
Các Bản văn Kim tự tháp được khắc trên những bức tường trong phòng chôn cất của Unas

## Di sản

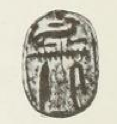
Con bọ hung có khắc tên của Unas